# IC 904
IC 904 је лентикуларна галаксија у сазвјежђу Дјевица која се налази на листи објеката дубоког неба у Индекс каталогу.
Деклинација објекта је + 0° 32' 26" а ректасцензија 13h 38m 32,2s. Привидна величина (магнитуда) објекта IC 904 износи 13,9 а фотографска магнитуда 14,8. IC 904 је још познат и под ознакама UGC 8628, MCG 0-35-14, CGCG 17-47, PGC 48217.